# Виндикационный иск
Виндикационный иск, виндикация (от лат. vim dicere — «объявляю о применении силы») — иск собственника об истребовании имущества из чужого незаконного владения. Иными словами, виндикационный иск — это иск невладеющего собственника к владеющему несобственнику о возврате имущества.

## История становления виндикации
Согласно римскому праву собственник мог отобрать вещь назад при помощи иска о собственности (vindicatio: «ubi rem meam invenio, ibi vindico» (лат. виндикация: «где мою вещь нахожу, там её виндицирую)) даже у добросовестного приобретателя.
В противоположность этому, в германском обычном праве в обороте движимого имущества действовало правило «Hand muss Hand wahren» (с нем. — «Рука за руку отвечает»): только вещи, вышедшие из рук владельца против его воли (похищенные, потерянные), могли быть истребованы у всякого третьего лица, те же вещи, которые были им кому-нибудь добровольно вверены, в случае отчуждения их этим третьим лицом не могли быть истребованы у добросовестного приобретателя, а прежний собственник имел лишь право на иск об убытках к тому, кому он их вверил: «wo man seinen Glauben gelassen hat, da muss man ihn suchen» (с нем. — «У того, кому вверено, у того и надо искать»).
Римское виндикационное правило при оживлённой торговле было способно приводить к весьма серьёзным затруднениям, так как покупатель никогда не мог быть уверен в том, что не появится некоторое другое лицо, которое докажет своё право собственности на вещь и отберет её себе. Германское же правило «Hand muss Hand wahren» устраняло подобную неуверенность. Поэтому оно получило общее распространение сначала в специальном торговом праве различных государств, а затем и в общегражданском праве.

## Виндикация недвижимости
Правила истребования собственником своей вещи на основании виндикационного иска в гражданском праве ряда государств основаны на презумпции о том, что владелец недвижимого имущества является его собственником.
В связи с действием такого положения, обязанность доказательства неправомерности владения вещью ответчиком ложится на истца. Владелец-ответчик от доказательства основания приобретения им владения освобожден.

## Виндикация и добросовестность ответчика
По действующему российскому законодательству собственник вправе истребовать имущество у добросовестного приобретателя только в случае, когда имущество утеряно собственником или лицом, которому имущество было передано собственником во владение, либо похищено у того или другого, либо выбыло из их владения иным путём помимо их воли. Если имущество приобретено безвозмездно от лица, которое не имело права его отчуждать, собственник вправе истребовать имущество во всех случаях. Деньги, а также ценные бумаги на предъявителя не могут быть истребованы от добросовестного приобретателя.
При истребовании имущества из чужого незаконного владения собственник вправе также потребовать от лица, которое знало или должно было знать, что его владение незаконно (недобросовестный владелец), возврата или возмещения всех доходов, которые это лицо извлекло или должно было извлечь за все время владения; от добросовестного владельца возврата или возмещения всех доходов, которые он извлек или должен был извлечь со времени, когда он узнал или должен был узнать о неправомерности владения или получил повестку по иску собственника о возврате имущества.
Владелец, как добросовестный, так и недобросовестный, в свою очередь вправе требовать от собственника возмещения произведенных им необходимых затрат на имущество с того времени, с которого собственнику причитаются доходы от имущества.
Добросовестный владелец вправе оставить за собой произведенные им улучшения, если они могут быть отделены без повреждения имущества. Если такое отделение улучшений невозможно, добросовестный владелец имеет право требовать возмещения произведенных на улучшение затрат, но не свыше размера увеличения стоимости имущества.